# Soumdi
Soumdi est un village situé au Burkina Faso, dans le département de Tans.